# Geoffrey Mujangi Bia
Geoffrey Mujangi Bia (Kinshasa, 12 agosto 1989) è un calciatore congolese (Repubblica Democratica del Congo) naturalizzato belga, centrocampista del Ganshoren.

## Carriera
Esordisce nella Nazionale belga il 29 maggio 2009 contro il Cile.

## Palmarès

### Club

#### Competizioni nazionali
- Coppa di Turchia: 1

Akhisar Belediyespor: 2017-2018